# Sophie Trébuchet
Sophie Trébuchet (Nantes, 19 de junho de 1772 — 27 de junho de 1821) foi a mãe de Victor Hugo.

## Vida
Filha do capitão naval Jean-François Trébuchet, que desapareceu misteriosamente em 1783, quando ela tinha onze anos. Sua mãe tinha morrido três anos antes, em 1780. Foi educada por sua tia, a viúva Mme. Robin, irmã do seu pai. Quando estourou a Revolução Francesa, a família da tia fugiu de Nantes para Chateaubriant, onde Sophie conheceu seu futuro marido. A 15 de Novembro de 1797 casou-se no IX Arrondissement de Paris com o militar Joseph Léopold Sigisbert Hugo, um soldado republicano. Ela vai acompanhar seu marido que mudava frequentemente de cidades: Paris, Lunéville, Bastia e Besançon. Durante essas viagens, ela deu à luz três filhos: Abel, Eugène e Victor Hugo.
Cansada de tanta peregrinação, ela decidiu ficar em Paris quando seu marido foi assumir um cargo na Espanha na corte do rei Joseph Bonaparte, irmão de Napoleão Bonaparte. Foi aí que Sophie Trébuchet encontrou, em 1799, um general francês amigo de seu marido, Victor Fanneau de La Horie, com quem ela vai viver uma longa relação extraconjugal. O nome de seu filho, Victor Hugo, foi uma homenagem ao seu amante, que, aliás, também foi padrinho da criança. Sophie alugou um alojamento no Convento des Feuillantines que havia sido vendido e dividido durante a Revolução. Ao lado dela, vivia o casal Foucher cuja filha, Adèle Foucher, vai se tornar esposa de Victor Hugo.
Entretanto, em 1803, Victor Fanneau de La Horie havia-se implicado em uma conspiração contra Napoleão Bonaparte. O proscrito buscou refúgio numa sacristia em ruinas do convento des Feuillantines, ao lado da casa de Sophie que lhe dava sustento. Victor Hugo o conheceu como M. de la Courlandais. Ele o descreve como pessoa amável que gostava de brincar e que, além disso, o iniciou em latim pelas leituras de Tácito e Virgílio. Descoberto pelas autoridades em dezembro de 1810, Victor Fanneau de La Horie foi preso diante dos olhos da família Hugo.
Em 1811, Sophie Trébuchet vai para Madrid à busca de seu marido que acabara de ser nomeado conde de Siguença. Ele a recebeu mal porque também tinha amante. Pior, ele pediu divórcio e a guarda das crianças, o que ela recusou para não perder a pensão. Voltou para Paris com os filhos, pouco antes de ver seu amante fuzilado, em 1812.
Em 31 de dezembro de 1813, Sophie e sua família mudaram para a rua des Vieilles Thuileries (hoje, rue du Cherche-Midi). Léopold voltou também para a França e foi morar na cidade de Thionville. Tendo tomado conhecimento da infidelidade da esposa, ele deixou de pagar a pensão. Sophie foi então a Thionville pedir explicação. No entanto, ele exige agora divórcio por adultério. Não só isso, ele lhe retira a guarda dos filhos e os coloca em internato. Quando Sophie volta a Paris, encontra sua casa lacrada. Pobre e sem recursos, ela pede abrigo na casa de amigos e, para ver os filhos, deve se contentar de visitas no colégio. Mas, em 1818, por decisão de justiça, ela consegue recuperar a guarda: Abel tem então 20 anos, Eugène, 18 e Victor, 16.
Em 1821, Abel aluga um apartamento quase em ruinas na rue des Mézières que possui um jardim. A família inteira vai se dedicar à renovação e Sophie se encarrega de plantar uma horta. Ela tomou frio, adoeceu e faleceu em 27 de junho de 1821. Foi enterrada no cemitério de Vaugirard, mas seu filho Victor Hugo transferiu mais tarde o corpo para o cemitério do Père-Lachaise, onde ela descansa sob o nome de “Condesa Hugo”.
Leu autores como Diderot, d'Alembert, Voltaire e Rousseau e considerava-se republicana.

## Homenagens
- Uma praça de Nantes chama-se Sophie Trébuchet
- Existe uma rua Sophie Trébuchet em Besançon, cidade natal de seu filho Victor Hugo.